# Papstbesuche in der Schweiz und in Liechtenstein

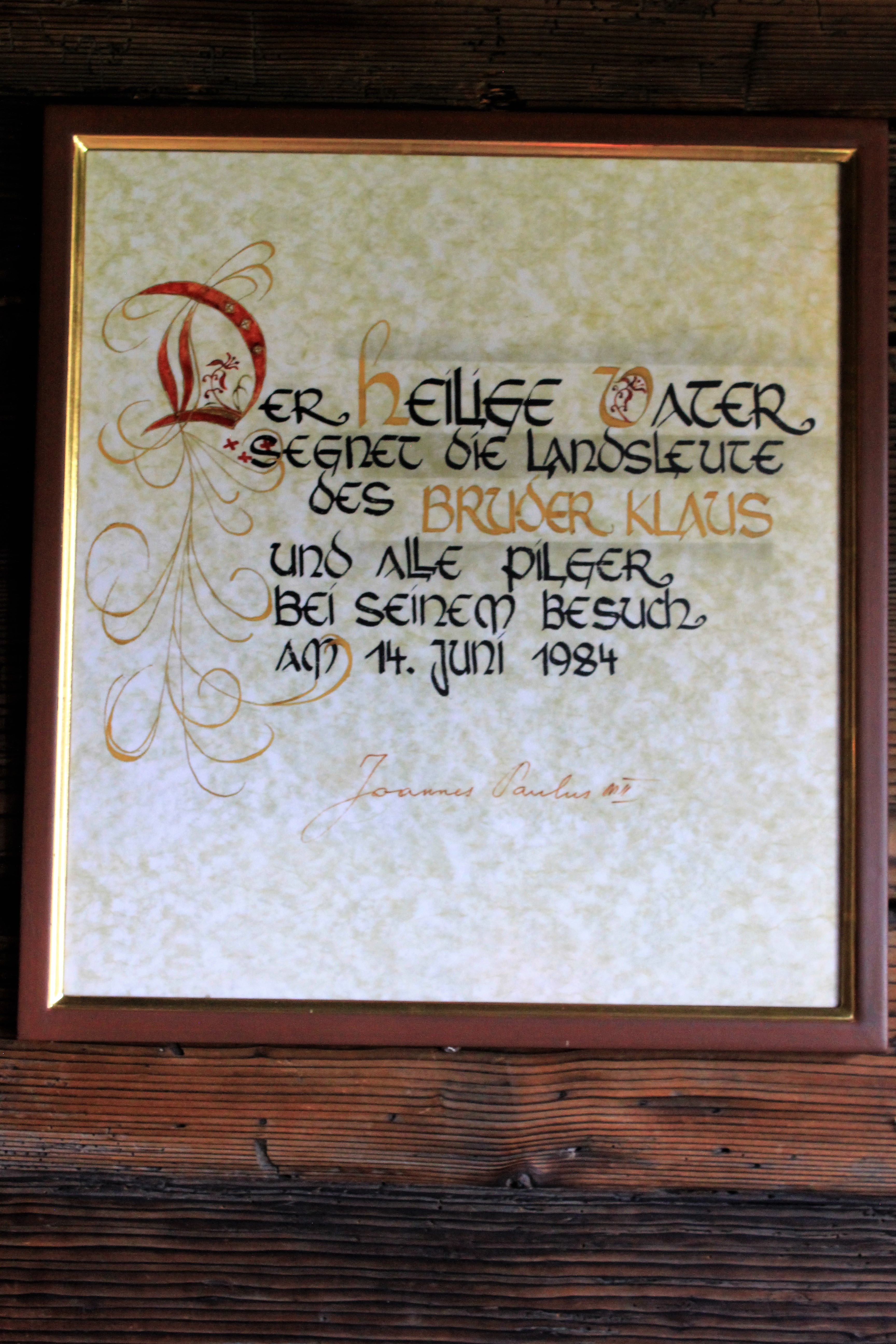
Papst Johannes Paul II. besuchte 1984 das Wohnhaus des Niklaus von Flüe in Flüeli-Ranft.

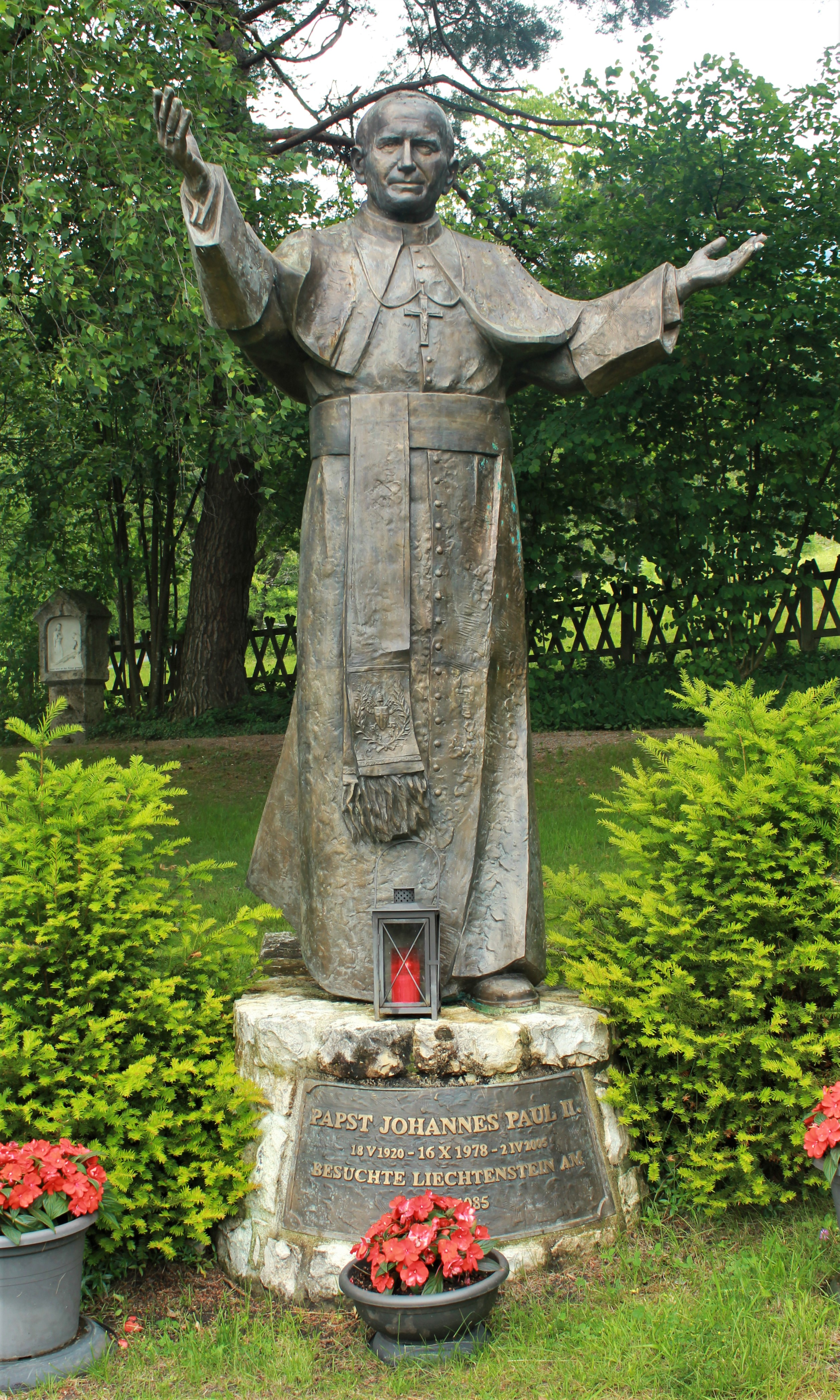
Statue von Johannes Paul II. in Schaan

Offizielle Papstbesuche in der Schweiz und in Liechtenstein gab es bisher sechsmal. 

## Geschichte
Als wohl erster Papst reiste 1418 der auf dem Konzil von Konstanz gewählte Martin V. durch die Eidgenossenschaft.
1969 besuchte Paul VI. in Genf die Internationale Arbeitsorganisation, welche damals 50 Jahre alt wurde, sowie den Ökumenischen Rat der Kirchen. 
1982 reiste Johannes Paul II. für einen Tag zum Genfer Sitz der UNO. 1984 unternahm er einen mehrtägigen Pastoralbesuch in die Schweiz. Im folgenden Jahr folgte das Fürstentum Liechtenstein. 2004 fand ein Pastoralbesuch des Papstes anlässlich des nationalen Jugendtreffens in Bern statt. 
Der Besuch von Franziskus im Juni 2018 in Genf galt wiederum dem Ökumenischen Rat der Kirchen, zum 70. Geburtstag seiner Gründung.
Papst Benedikt XVI. hielt sich im Juni 2006 auf Schweizer Boden auf, als er auf dem Grossen St. Bernhard die Zuchtstation der Bernhardinerhunde besuchte. Dieser Privataufenthalt während der Ferien im Aostatal besass keinen offiziellen Charakter.

## Liste
| Jahr / Datum          | Papst             | Orte                                                                              |
| --------------------- | ----------------- | --------------------------------------------------------------------------------- |
| 10. Juni 1969         | Paul VI.          | Genf                                                                              |
| 15. Juni 1982         | Johannes Paul II. | Genf                                                                              |
| 12. bis 17. Juni 1984 | Johannes Paul II. | Zürich-Kloten, Lugano, Freiburg, Genf, Bern, Einsiedeln, Luzern, Sachseln, Sitten |
| 8. September 1985     | Johannes Paul II. | Zürich-Kloten, Eschen, Mauren, Schaan, Vaduz                                      |
| 5. bis 6. Juni 2004   | Johannes Paul II. | Bern                                                                              |
| 21. Juni 2018         | Franziskus        | Genf                                                                              |